# Sib Hashian
John Thomas Hashian, más conocido bajo el nombre de Sib Hashian (19 de agosto de 1949-22 de marzo de 2017) fue un baterista estadounidense integrante de la banda de rock Boston. Falleció el 22 de marzo de 2017 en medio de un concierto, en un crucero, a la edad de 67 años.

## Carrera artística

### Inicios
Hashian comenzó a tocar cuando él todavía estudiaba en la primaria, aunque nunca tomó clases de batería. Al crecer, conoció a Barry Goudreau, con quién se encontró y formaron una banda. Tiempo después, Hashian conoció por medio de Goudreau a Tom Scholz.

### Con Boston
Hashian reemplazó a Jim Masdea, baterista original de Boston y grabó con esta banda los álbumes Boston y Don't Look Back, publicados en 1976 y en 1978. Renunció a la banda, pero regresó cuando iniciaron las sesiones de grabación de Third Stage, sin embargo, Scholz decidió que Masdea fuera quién se quedara en el grupo.

### Después de Boston
En 1980, Hashian trabajó con Barry Goudreau en su proyecto homónimo, lanzado en el mismo año. Dicho disco alcanzó el 88.º lugar del Billboard 200.
Al terminar su colaboración con Boston y Goudreau, Hashian se dedicó a otros negocios. Inauguró una tienda de discos en Danvers, Massachusetts, varias cantinas alrededor de Boston y una casa de música en Somerville, Massachusetts.

### Otras colaboraciones
En 2003, Hashian tocó con el grupo de Sammy Hagar, The Waboritas, y aparece como artista invitado en el álbum Live: Hallelujah.
Hashian participó en el concierto de tributo al cantante Brad Delp, en donde aparecieron otros miembros anteriores de Boston. Este concierto se realizó el 19 de agosto de 2007.

### Ernie and the Automatics
En 2006, Sib Hashian se integró junto a su excompañero de Boston Barry Goudreau a la banda de rock Ernie and the Automatics. Grabó con este grupo el disco Low to Expectations, publicado en 2009.

## Discografía

### Boston
- 1976: Boston
- 1978: Don't Look Back
- 1997: Greatest Hits

### Barry Goudreau
- 1980: Barry Goudreau

### Sammy Hagar
- 2003: Live: Hallelujah

### Ernie and the Automatics
- 2009: Low Expectations